# 博士.com
株式会社博士.com（博士ドットコム、博士コム）は、取材広告代理事業やインターネット戦略コンサルティング事業等を主とする企業である。本社は東京都武蔵野市に所在している。

## 概要
ポータルサイト運営事業や取材広告代理事業、インターネット戦略コンサルティング事業、Webシステム管理事業、エンターテイメント事業等を主とする。
ポータルサイト運営事業として、不動産・賃貸経営にまつわる総合情報ポータルサイト「『不動産賃貸経営博士』」などの企画・運営を行う。
同社のWEBキャラクターとして2014年よりタレントの伊集院光を起用。